# Польдер

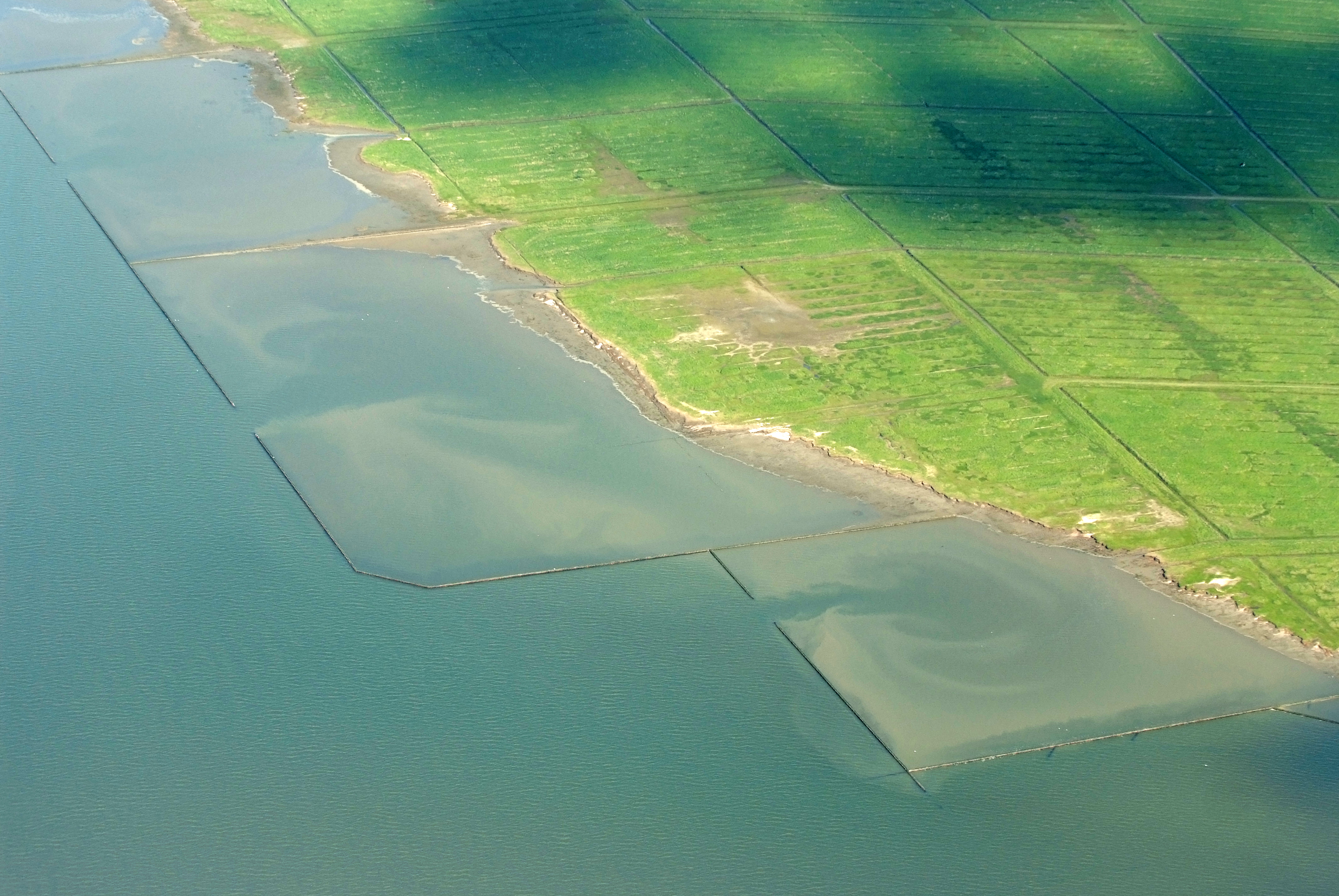
Польдер в Несмерсиле (Германия), вид с воздуха, май 2012

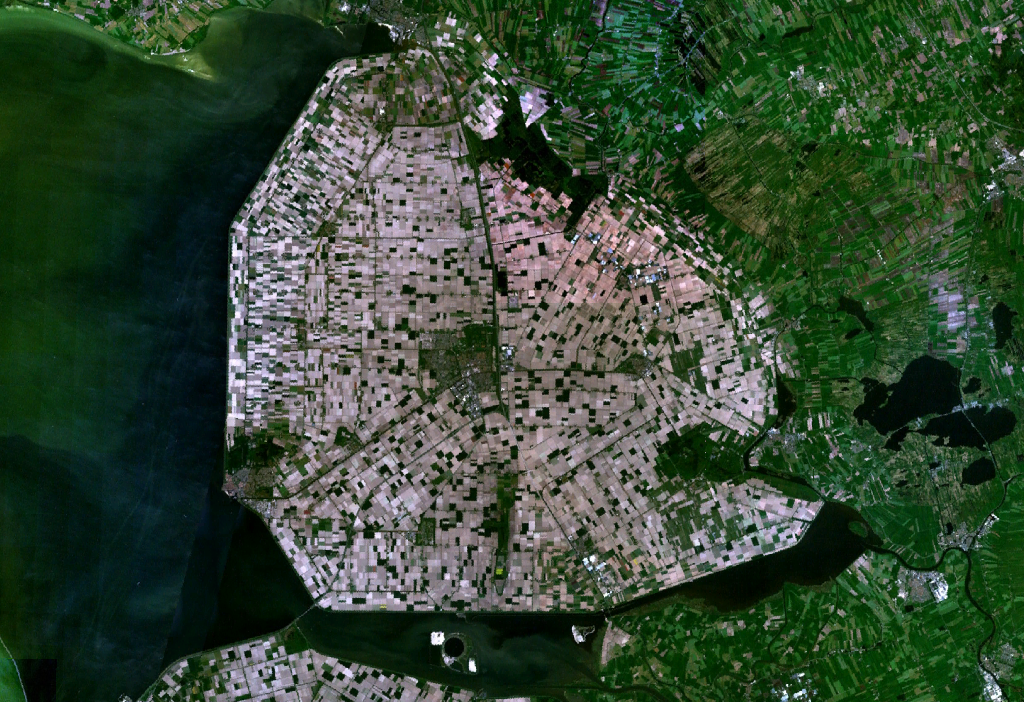
Нордостполдер, Нидерланды

По́льдер (нидерл. polder) — осушенный и возделанный низменный участок побережья. Польдеры обычно располагаются на месте низменных заболоченных морских побережий — маршей, часто ниже уровня моря, защищены от моря или других окружающих водоёмов валами, дамбами и другими гидротехническими сооружениями. Уровень грунтовых вод в польдерах регулируется дренажными устройствами, часто с машинной откачкой воды. Польдеры отличаются высоким плодородием, обычно возделаны.

## Распространение
Распространены главным образом по берегам Северного моря (в Нидерландах, Дании, Германии), а также в Польше, Японии и некоторых местах Атлантического побережья США, встречаются по побережью Чёрного моря близ Одессы (Украина, озёра Кугурлуй, Котлабух). Крупнейшие польдеры были созданы в Нидерландах в рамках проекта «Зёйдерзе». Значительное количество польдерных земель с давних времён существует на территории нынешней Калининградской области (Полесский, Славский районы). Имеются осушенные польдерные земли в Литве, Латвии (Курземе) и отчасти в Эстонии.

### Польдеры в России
80 % польдерных угодий Российской Федерации расположено в пределах Калининградской области, доставшись последней в наследство от Восточной Пруссии, где первые систематические мелиоративные работы начались в 1613 году (первыми мастерами обычно были приглашённые немцами голландцы), а затем продолжались практически непрерывно до наших дней. 95 % всего сельскохозяйственного производства области ныне осуществляется на искусственно осушенных землях. В пределах современной Калининградской области 70 % всех калининградских польдеров включает в свой состав Славский район. 
К концу XX века в районе имелось 60 осушительных насосных станций, откачивавших воду с 66,9 тысячи га, 2006 километров магистральных и 5733 километра мелких каналов, 454 километра водозащитных дамб, 19 шлюзов, 145 мостов. Дренажная сеть проложена на площади в 32 тысячи гектаров, ее длина в общей сложности составляет 18 312 километров.

## Терминология
В Нидерландах различают три типа польдеров: droogmakerij, indijking и ontginning.
- Droogmakerij (от нидерл. droog — сухой и maken — делать) — польдер, созданный на месте бывшего озера, залива и любого другого постоянного водоёма.
- Indijking (от нидерл. in — в и dijk — дамба) — польдер, созданный на месте периодически затопляемой территории, например речного заливного луга или на дне моря, которое обнажается во время малой воды (ватты).
- Ontginning — (от нидерл. ontginnen — осваивать землю, приспосабливать её для сельского хозяйства) — польдер, созданный на месте болота.